# Dolmen de Kervingu
Le dolmen de Kervingu est un monument historique situé sur la commune de Pluneret, dans le Morbihan, en Bretagne, inscrit comme tel par l'arrêté du 19 mai 1969.